# Daniel Martner
Daniel Martner Urrutia (Constitución, 1880-Santiago, 24 de agosto de 1945) fue un economista, profesor y académico chileno. Fue rector de la Universidad de Chile y ministro de Hacienda del primer gobierno de Arturo Alessandri Palma.

## Estudios y carrera académica
Realizó sus estudios primarios en Constitución y las humanidades en el Liceo de Talca. Posteriormente ingresó al Instituto Pedagógico de la Universidad de Chile donde se graduó de profesor de Estado en Castellano y Filosofía.
En 1910 obtuvo, junto con Claudio Arrau y Pedro Aguirre Cerda, una beca para estudiar economía en la Universidad de Bonn, Alemania, donde se doctoró en Ciencias Económicas en 1916, siendo el primer chileno en obtener tal grado académico. En Alemania se impregnó de las ideas económicas del Socialismo de Estado alemán que propugnaba una mayor intervención del Estado en la economía y políticas económicas proteccionistas para impulsar una economía industrial nacional, ideas que quedaron plasmadas en numerosos publicaciones y fueron críticas del liberalismo económico. De regreso en el país, se dedicó a la actividad académica e intelectual.
El 23 de diciembre de 1920 asumió como ministro de Hacienda del primer gobierno de Arturo Alessandri Palma, cargo que ejerció hasta el 12 de mayo de 1921.
Hizo clases en la Universidad de Chile, donde participó en la fundación de la Escuela de Economía de la universidad. El 27 de septiembre de 1927 asumió interinamente como rector de esa casa de estudios, siendo elegido por el claustro académico el 2 de septiembre de 1928. Durante su gestión se creó la Facultad de Agronomía y Veterinaria —hoy Facultad de Ciencias Agronómicas—, pero debió dejar el cargo en diciembre de 1928, y fue forzado al exilio en Suiza por el gobierno de Carlos Ibáñez del Campo.

## Obra
Su Estudio de política comercial chilena e historia económica nacional, publicado en 1923 en dos tomos, se divide en tres grandes partes. La primera trata sobre los principios fundamentales para crear una política comercial moderna y exportadora con una preeminencia del empresario nacional sobre el extranjero, nacionalizando nuestra economía; la segunda analiza el desarrollo económico y la política comercial del país entre 1810 y 1925, según el período de gobierno de cada Presidente de la República, criticando la política comercial demasiado liberal; y la tercera, donde analiza brevemente la política comercial de Francia, Alemania, Inglaterra y Estados Unidos, donde sus gobiernos fueron capaces de impulsar determinadas políticas comerciales sostenidas con éxito en el tiempo. Por último, postula que el Estado debe jugar un rol fundamental fomentando la acción del sector privado para expandir sus actividades económicas al extranjero, especialmente las de una futura industria nacional exportadora.